# Kiwi Express
Kiwi Express est un voilier monocoque de course au large mis à l'eau en 1986, conçu par Bruce Farr et construit par Kiwi Builder.

## Historique
Pour sa première compétition en 1986, Kiwi Express skippé par Dick Mac Bride est engagé dans le BOC Challenge mais il démâte lors de la première étape.
En 1988, Guy Bernardin rachète le bateau et sous le nom de BNP Bank of the West tente de battre le record New York - San Francisco en solitaire. À la suite de plusieurs arrêts et avaries de quille il renonce et abandonne.
Bernardin prend le départ du premier Vendée Globe le 26 novembre 1989 avec ce bateau qu'il a renommé Okay. Il abandonne en Tasmanie à la suite d'une forte rage de dents.
En 1990, sous le nom de Rancagua, Bernardin le lance dans la Route du Rhum qu'il termine à la 16e place.
Lors d'un convoyage en 1996, le bateau heurte une bille de bois au large de cap Finistère et coule.

## Palmarès

### Kiwi Express
- 1986 :
  - Abandon dans le BOC Challenge barré par Dick Mac Bride

### Okay
- 1989 :
  - Abandon dans le Vendée Globe  barré par Guy Bernardin

### Rancagua
- 1990 :
  - 16e dans la Route du Rhum barré par Guy Bernardin